# Office for National Statistics
Office for National Statistics (w skrócie ONS) – brytyjski organ administracji rządowej zajmujący się zbieraniem i udostępnianiem informacji statystycznych z zakresu gospodarki i demografii na poziomie narodowym, regionalnym i lokalnym. Co dziesięć lat urząd przeprowadza spis ludności w Anglii i Walii. Jest organem UK Statistics Authority, odpowiadającym bezpośrednio przed parlamentem.

## Historia
Urząd powstał w 1996 roku z połączenia Central Statistical Office (CSO) i Office of Population Censuses and Surveys (OPCS). CSO zostało utworzone w 1941 przez Winstona Churchilla, by zapewnić spójność informacji statystycznych dla Wielkiej Brytanii w czasie II wojny światowej.